# جهاز الأعضاء
في علم الأحياء، والنظام الاحيائي (الجهاز أو النظام) هي مجموعة من الأجهزة التي تعمل معا لأداء مهمة محددة.
نظم عام، مثل تلك الموجودة في الثدييات وغيرها من الحيوانات، وتدرس في التشريح البشري، هي مثلا الدورة الدموية، والجهاز التنفسي، والجهاز العصبي، الخ.
مجموعة من النظم نكون الكائن، مثل جسم الإنسان.

## النظم (أو الأجهزة) البشرية
مجموعة متنوعة من النظم يعكس الطابع المعقد للأنواع.
- الدورة الدموية أو جهاز الدوران : ضخ الدم من وإلى الجسم والرئتين مع القلب والدم والأوعية الدموية.
- الجهاز الهضمي : الهضم وتجهيز الأغذية مع الغدد اللعابية والمريء والمعدة والكبد والمرارة والبنكرياس والأمعاء والمستقيم والشرج.
- جهاز الغدد الصماء : الاتصال داخل الجسم باستخدام الهرمونات التي أدلى بها في الغدد الصماء مثل الهايبوتلاموس والغدة النخامية والغدة الدرقية والغدد الكظرية.
- جهاز غلافي أو جهاز لحافي : الجلد والشعر والأظافر.
- الجهاز اللمفي: الهياكل المعنية بنقل اللمف بين الأنسجة ومجرى الدم الليمفاوية والعقد التي تنقل فيها ومن بينها نظام المناعة: الدفاع ضد العوامل المسببة للأمراض مع خلايا الكريات البيض واللوزتين واللحمية والغدة الزعترية والطحال.
- الجهاز العضلي : حركة العضلات.
- الجهاز العصبي : جمع وتحويل ومعالجة المعلومات في الدماغ والحبل الشوكي والأعصاب الطرفية وأعصاب.
- الجهاز التناسلي : الجنس الأجهزة مثل المبيض وأنابيب الفالوبية والرحم والمهبل والغدد الثديية والخصيتين vas deferens حويصلات الأصيلة والبروستاتا والقضيب.
- الجهاز التنفسي : الأجهزة المستخدمة في التنفس والبلعوم الحنجرة والقصبة الهوائية والقصبات والرئتين والحجاب الحاجز.
- الهيكل العظمي : الدعم والحماية الهيكلية مع العظام والغضاريف والاربطة والأوتار.
- الجهاز البولي : الكلى والحالب والمثانة والإحليل المشاركة تساعد في توازن السوائل وتوازن إفراز البول.

## الروابط الخارجية
1. نظم البيولوجيا: نظرة عامة 2005